# Estación de Osaka
La estación de Osaka (大阪駅 Osaka-eki?) es la estación de tren más grande e importante de la ciudad de Osaka. La estación compleja de Osaka y Umeda es la estación más utilizada en la región Kansai de Japón, con 2,343,727 pasajeros diarios en 2005.
Está localizada en Kita-ku, en el norte del centro de la ciudad. Este estación es operada por la compañía JR West; aunque en los alrededores se encuentren estaciones de otras compañías como la estación de Umeda (Hankyu, Hanshin, y línea Midōsuji), la estación de Nishi-Umeda (línea Yotsubashi) y la estación de Higashi-Umeda (línea Tanimachi) que están conectadas por pasillos subterráneos y elevados.
JR Freight operó una terminal de carga en el área de la estación de Osaka; este terminal de carga fue cerrado en el marzo de 2013.

## Características
La estación de Osaka es elevada; este estación tiene 6 andenes y 11 vías en el segundo nivel de la estación. Hay 4 puntos de acceso a la estación: la Entrada Midosuji (que tiene un punto de transferencia a las estaciones Umeda y Higashi-Umeda del Metro de Osaka, y la terminal de Hankyu a Umeda), la Entrada Central (que tiene acceso a Daimaru, Lucua, Yodobashi Camera, Umeda Sky Building, y Grand Front, tanto como transferencias a la estación Kitashinchi de JR West y la terminal de Hanshin a Umeda), la Entrada Sakurabashi (que tiene acceso a Osaka Garden City y la estación Nishi-Umeda del metro de Osaka), y la Entrada del Puente/Bridge (que tiene acceso directo a la terminal de Hankyu a Umeda, Daimaru, y Lucua).
Las andenes de la estación sirven los siguientes servicios:
- Plataforma 1: Línea Circular de Osaka (lazo interior) a Nishikujo, Bentencho, Sakurajima, y Tennoji (incluyendo servicios de las líneas Yumesaki, Hanwa, y Yamatoji, y trenes al Aeropuerto Internacional de Kansai)
- Plataforma 2: Línea Circular de Osaka (lazo exterior) a Kyobashi, Tsuruhashi, y Tennoji
- Plataformas 3 y 4: Trenes locales de la Línea Takarazuka (a Takarazuka y Fukuchiyama), servicios expresos limitados "Kounotori", "Hamakaze", y "Super Hakuto", y servicios rápidos de la Línea Kobe (a Sannomiya y Himeji)
- Plataforma 5: Servicios rápidos de la Línea Kobe (a Sannomiya y Himeji)
- Plataforma 6: Trenes locales de la Línea Kobe (a Sannomiya y Himeji) y la Línea Takarazuka (a Tsukaguchi y Inadera)
- Plataforma 7: Trenes locales de la Línea Kyoto (a Shin-Osaka y Suita)
- Plataformas 8 y 9: Servicios rápidos de la Línea Kyoto (a Shin-Osaka, Takatsuki, Kyoto, y Maibara)
- Plataforma 10: Servicios rápidos de la Línea Kyoto (a Shin-Osaka, Takatsuki, Kyoto, y Maibara) y el servicio expreso limitado "Biwako Express"
- Plataforma 11: Servicios expresos limitados "Thunderbird", "Hida", "Sunrise Izumo", y "Sunrise Seto"

### Servicios expresos limitados
- "Thunderbird" (de Osaka a Kanazawa y Wakura-Onsen)
- "Sunrise Izumo" y "Sunrise Seto" (de Takamutsu y Izumoshi a Tokio)
- "Hida" (de Osaka a Takayama)
- "Biwako Express" (de Osaka a Kusatsu y Maibara)
- "Super Hakuto" (de Osaka a Tottori y Kurayoshi vía la Línea Chizu de la compañía Chizu Express)
- "Hamakaze" (de Osaka a Kasumi, Hamakasa, y Tottori vía la Línea Bantan)
- "Kounotouri" (de Osaka a Fukuchiyama, Toyooka, y Kinosaki-Onsen)

## Historia
La estación de Osaka fue inaugurada en 1874 como la terminal este del primer ferrocarril entre Kobe y Osaka; se electrificó la estación en 1934.
La existencia de la estación hecho el área de Umeda la estación primaria de la ciudad de Osaka. Estaciones adicionales cerca de la estación de Osaka fueron inauguradas en 1895 (por el Ferrocarril de Osaka (la sección este de Línea Circular de Osaka)), 1898 (por el Ferrocarril Nishiwari (la sección oeste de Línea Circular de Osaka)), 1906 (por la compañía Hanshin), 1910 (por la compañía Hankyu), y 1933 (por el metro de Osaka). Durante la Segunda Guerra Mundial, los edificios en el área de la estación fue destruido. Un mercado negro existió cerca de la estación hasta la década de 1970.
La estación fue renovada en 1901, 1940, y 1979. En 1983, el edificio Acty Osaka fue añadido al sur de la estación. Ese edificio fue expandido en 2011, cuando un nuevo edificio fur añadido al sur de la estación.